# جیرجیرک رزمنده

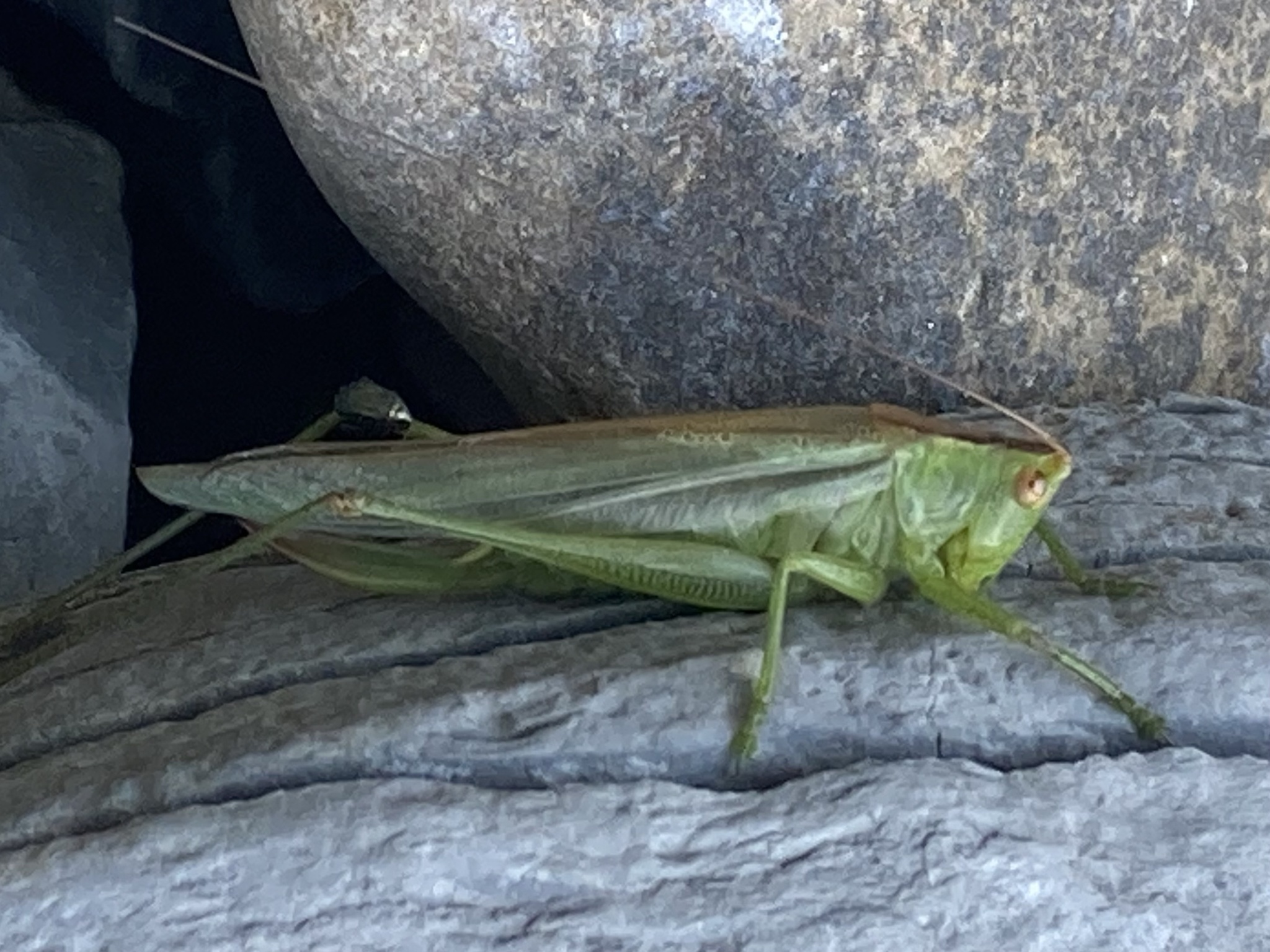
تصویری از نمای تزدیک از جیرجیرک رزمنده

جیرجیرک رزمنده (نام علمی: Orchelimum gladiator) نام یک گونه از زیرخانواده جیرجیرک‌های سرقیفی است.